# Olympic (razred potniških ladij)
Olympic je bil razred treh oceanskih linijskih ladij, ki jih je zgradil ladjedelničar Harland & Wolff ob začetku 20. stoletja za družbo White Star Line. V razredu so bile ladje Olympic (1911), Titanic (1912) in Britannic (1915). Vse tri ladje so bile načrtovane, kot največje in najbolj luksuzne ladje na svetu, v tistem času. Dve ladji sta bili izgubljeni v njihovi karieri: Titanic se je potopil na svoji krstni plovbi 15. aprila 1912, ko je zadel ledeno goro in Britannic se je potopil med prvo svetovno vojno 21. novembra 1916, ko je zadel morsko mino, ki jo je položila nemška podmornica U-73. Olympic, prva ladja razreda, je edina imela daljšo kariero (24 let), upokojena je bila leta 1934 in prodana za razrez leta 1935. Njen razrez je bil dokončan leta 1937.                          
Dve mlajši sestrski ladji, ki nista imeli uspešne kariere, spadata med najbolj slavne potniške prekooceanske ladje na svetu, ki so ju kadarkoli zgradili. Olympic je bil nekaj časa največja potniška ladja na svetu dokler ga niso prehiteli novi tekmeci (nemški Imperator, Vaterland ter RMS Majestic). Te tri ladje so bile največje ladje na svetu do splavitve francoske Normandie. Tudi sestrska ladja Brittanic je bila večja in težka od Olympic-a. O Titanicu je bilo posnetih veliko filmov, najbolj ￼znan je film Titanic 1997. Tudi o Britannicu je bil posnet film in sicer Britannic 2000.

## Ozadje in gradnja
Leta 1907 je prestižna britanska pomorska družba White Star Line sklenila, da bo zgradila floto oceanskih potniških ladij s katerimi je nameravala prevzeti svoje storitve in podreti rekord v ladijskem prometu potem, ko se je soočala z močno konkurenco nemških tekmecev in tekmecev družbe Cunard Line. Nove tri ladje naj bi bile večje od vsega kar je do takrat plulo po svetovnih morjih. Te ladje ne, da bi bile samo večje od Cunardovi takrat najhitrejši ladji RMS Lusitanie in RMS Mauretanie, imele bi tudi enako hitrost plovbe, za potnike pa bi bilo poskrbljeno razkošje in luksuz kakršnega na linijskih ladjah sploh še ni bilo. Tri nove ladje sta si zamislila predsednik družbe White Star Line J. Bruce Ismay in ameriški finančnik J.P. Morgan, ki je nadziral družbo White Star Line.  
29. julija 1908 sta se J. Bruce Ismay in predsednik ladjedelnice Harland & Wolff, William Pirrie dobila na sestanku v Londonu, kjer sta se veliko pogovarjala o Lusitaniji in Mauretaniji. Ismay je na sestanku prikazal tri narisane slike treh ladij, dolgih 269 m, širokih 28 m in visokih 53 m. Po dolgem pogovoru na sestanku sta se dogovorila za gradnjo vseh treh ladij, dva dni pozneje pa je Ismay podpisal pogodbo in tako je bilo dokončno dogovorjeno za gradnjo treh ladij. Nov razred novih treh ladij se je imenoval Olympic, po imenu prve od treh ladij. Ladji Olympic sta nato sledili še ladji Titanic in Britannic. Vse te tri ladje sta načrtovala ladijska arhitekta Thomas Andrews, ki je vodil gradnjo ladij ter je bil glavni ladijski arhitekt Titanica in Alexander Carlisle, ki je izdelal načrte za ladijske varnostne sisteme, kot so reševalni čolni in neprepustna vrata.  
Gradnja ladje Olympic se je začela 16. decembra 1908, gradnja Titanica pa 31. marca 1909. Obe ladji so delavci gradili več ali manj sočasno. Gradnja ladje Britannic se je začela malo pozneje, 30. novembra 1911, kmalu po splovitvi Titanica in ladje Olympic. Ker je bila ladjedelnica premajhna za gradnjo tako velikih ladij, jo je bilo potrebno poečati in namestiti nove ladjedelniške opreme in ostala orodja. Ena od teh je vključevala zgrajeno jekleno konstrukcijo Arrol Gantry, ki je olajšala gradnjo ladij.

## Lastnosti
Vse tri ladje razreda Olympic so imele 10 palub, od tega 8 za potnike. V podpalubju so imele vgrajenih 16 neprepustnih predelkov, od tega sta prej Olympic in Titanic lahko zadržala poplavitev štirih predelkov. Imela sta samo 20 reševalnih čolnov čeprav sta Carlisle in Andrews predlagala, da ima vsaka ladja vsaj 40 če ne 45 reševalnih čolnov. Po potopu Titanica so bili sprejeti številni ukrepi. Predelke na Olympicu in Britannicu so prenovili z številnimi novimi pregradami, vključno z tisto nameščeno ob trupu v kotlovnici in strojnici. Na novo prenovljena vrata in predelki so Britannicu in Olympicu omogočili, da sta lahko prenesla poplavitev šestih predelkov. Število reševalnih čolnov se je zvišalo iz 20 na 55 na Britannicu, na Olympicu pa iz 20 na 40. 
Vse tri ladje so imele tudi štiri dimnike od katerih so za kurjenje premoga delovali le prvi trije. Četrti zadnji je bil namenjen za dovod zraka ter ogrevanje in prezračevanje luksuza. V notranjosti ladij so bile za potnike nameščene kabine z najlepšimi luksuzom, kadilnica v vsakem razredu, telovadnica, knjižnica, razne restavracije (med njimi največja restavracija A la Carte), razne kavarne (med njimi največja kavarna Parisien), majhna bolnišnica, bazeni, savne z đakuziji in toplimi kopeli, majhna trgovina, ter celo tiskarna, kjer so za potnike in posadko tiskali ladijski časopis z naslovom Atlantic Daily Bulletin, z najnovejšimi novicami, ki so jih prejemali ladijski brezžični operaterji. 

## Ladje in kariere
| Ime       | Izdelovalec              | Naročena           | Začetek gradnje   | Splavitev        | Krstna plovba     | Usoda                                                                  |
| --------- | ------------------------ | ------------------ | ----------------- | ---------------- | ----------------- | ---------------------------------------------------------------------- |
| Olympic   | Harland & Wolff, Belfast | 1907               | 16. december 1908 | 20. oktober 1910 | 14. junij 1911    | Prodan za razrez leta 1935, razrezan in razstavljen do leta 1937.      |
| Titanic   | Harland & Wolff, Belfast | 17. september 1908 | 31. marec 1909    | 31. maj 1911     | 10. april 1912    | Potopljen 15. aprila 1912 v severnem Atlantiku, po trku z ledeno goro. |
| Britannic | Harland & Wolff, Belfast | 1910               | 30. november 1911 | 26. februar 1914 | 23. december 1915 | Potopljen 21. novembra 1916 Egejskem morju, po udarcu z morsko mino.   |

### RMS Olympic
Prva linijska ladja razreda Olympic, Olympic je bilo splovljen 20. oktobra 1910. Svojo krstno plovbo je ladja uspešno opravila 21. junija 1911 pod poveljstvom kapitana Edwarda Smitha, in se s tem močno pohvalila. Istega leta, 20. septembra je bila ladja udeležena v trčenju z vojaško ladjo HMS Hawke, kar je privedlo do njenega popravila v Belfastu, ki je trajalo dva meseca. Ko je RMS Titanic potonil, je Olympic plul iz ZDA naravnost proti lokaciji, od koder je Titanic pošiljal SOS Signale. Ladja je prejela SOS Signal vendar je bila predaleč, da bi dosegla svojo sestrsko ladjo še preden je potonila. Po potopu Titanica se je Olympic jeseni 1912 vrnil v Belfast, kjer je doživel izboljšave v varnosti in dodatke, ki jih je imel Titanic, ter se v službo vrnil spomladi 1913. 
Med prvo svetovno vojno je ladja služila, kot vojaška ladja za prevoz vojakov in drugih vojaških enot. 12. maja 1918 je ladja napadla in potopila nemško podmornico U-103. Ko se je leta 1920 vrnila v čezatlantsko službo za prevoz potnikov, je ladja preplula uspešne plovbe čez Atlantik in tako postala najuspešnejša ladja za družbo White Star Line. Med leti 1920 in 1929 je bil Olympic med potniki zelo priljubljen na čezatlantskih potovanjih zato je dobil vzdevek "Stari a zanesljiv". Na ladji je potovalo veliko znanih potnikov kot npr. Charlie Chaplin. 15. maja 1934 je ladja nenamerno trčila in potopila ameriško svetilniško ladjo Nantucket Lightship LV-117 na kateri je umrlo sedem članov posadke. 
Kljub številnim poznejšim prenovam se je Olympic med veliko gospodarsko krizo boril proti svojim novim tekmecem. Po združitvi družb White Star Line in Cunard Line leta 1934, je bil Olympic leta 1935 umaknjen iz čezatlantske službe in bil oktobra 1935 prodan za razrez. Razrezali in razstavili so ga do leta 1937. 

### RMS Titanic
Druga ladja razreda Olympic, Titanic je bil splovljen 31. maja 1911 in njegovo opremljanje je bilo nekoliko zamujeno zaradi zahtev pri popravilu njene sestrske ladje Olympic. Ladja je na svojo krstno plovbo iz Southamptona odplula 10. aprila 1912 in se pri odhodu izognila trčenju z ameriško ladjo SS New York City, ki so jo valovi vlekli v Titanicove propelerje. Po postanku v Cherbourgu v Franciji in Queenstownu (danes Cork) na Irskem, je ladja odplula na svojo krstno plovbo čez Atlantik v ZDA z 2224 ljudmi na krovu, pod poveljstvom kapitana Edwarda Smitha. 
Plovba čez Atlantik je potekala brez težav, do nedelje 14. aprila 1912, ko je opazovalec pred ladjo opazil ledeno goro. Titanic je 400 milj (600 km) južno od Nove Fundlandije ob 23:40 trčil v ledeno goro, kar je povzročilo prebitje šestih predelkov na desnem trupu pod vodno gladino. V eni uri je voda poplavila pet predelkov, ladja pa bi lahko prenesla poplavitev le štirih predelkov. 2 uri in 40 minut po trku je Titanic potonil, z njim pa je potonil tudi kapitan Smith. Reševalnih čolnov ni bilo dovolj za vse ljudi na krovu, najbližja odzivna ladja (RMS Carpathia) je na kraj potopa priplula štiri ure po potopu, pri tem pa je umrlo 1503 ljudi zaradi česar je to ena najhujših pomorskih nesreč v človeški zgodovini.

### HMHS Britannic
Tretja in zadnja ladja razreda Olympic, Britannic je bil splovljen 26. februarja 1914 in začelo se je dolgo opremljanje. Julija 1914 še preden je lahko Britannic lahko začel opravljati čezatlantsko službo med Southamptonom in Liverpoolom, se je začela prva svetovna vojna. Takoj so bile vse civilne ladje, vključno z Britannicom, po zahtevi Admiralitete, preurejene v bolniške ali vojaške ladje. 
13. novembra 1915 je bil Britannic v Belfastu preurejen v bolniško ladjo. Z belim trupom, oranžnimi dimniki, dolgo zeleno vodoravno črto ter velikimi rdečimi križi na njegovem trupu, se je ladja poimenovala His Mayestic's Hospital Ship Britannic.
21. novembra 1916 je Britannic ob 8:12 v Egejskem morju 1,5 km severno od otoka Kea, zadel nemško morsko mino in potonil 55 minut po eksploziji. Umrlo je 30 ljudi, preživelo pa jih je 1035. Ena preživela, medicinska sestra Violet Jessop, je bila znana tudi po tem, da je že leta 1912 preživela potop ladje Titanic in je bila tudi na krovu Olympic v času, ko je leta 1911 trčila v HMS Hawke. Britannic je bil največji oceanski parnik izgubljen v prvi svetovni vojni, toda njegova potopitev ni imela toliko smrtnih žrtev, kot potopitev Titanica ali potopitev Cunardove RMS Lusitanie, ki jo je potopil nemški torpedo v Irskem morju maja 1915. 

## Zapuščina

### Razbitine in odprave
Ko sta Titanic in Britannic (Titanic leta 1912 in Britannic leta 1916) potonila, njuna potopa nista pritegnila enake pozornosti zaradi števila žrtev (1.503 na Titanicu in 30 na Britannicu). Ker je bil znan natančen položaj potopitve ladje Britannic in ker ni voda tam zelo globoka, je bila razbitina odkrita leta 1975. Toda Titanic je vse pritegnil pozornost leta 1912. Po več poskusih sta razbitino končno našla Robert Ballard in Jean-Louis Michel, po tajni misiji ameriške mornarice, da razišče razbitine dveh jedrskih podmornic. Odkritje razbitine se je zgodilo 1. septembra 1985, 25 kilometrov od položaja potopitve. Razbitina leži približno 3.784 metrov globoko, razbito v dvoje. Premec je sorazmerno dobro ohranjen, vendar je krma delno razbita in se je v veliki meri med tonjenjem in udarcem na morsko dno, porušila. 
Razbitino ladje Britannic je 3. decembra 1975 odkril Jacques Cousteau. Spredaj ima razbitina velika škodo, ki jo povzroči premec, ki je zadel v morsko dno, preden je preostala ladja potonila (dolžina ladje je večja od globine vode). Po odkritju jo je redno videval kot del številnih drugih odprav. V nasprotju s Titanicom, ki leži na samem dnu severnega Atlantika in se napaja z bakterijami, ki jedo železo, je Britannic v izjemno dobrem stanju in je veliko bolj dostopna kot njena slavna sestrska ladja, čeprav je tudi na razbitini ladje Britannic nekaj bakterij, ki naj bi jedle železo. Številne zunanje strukturne značilnosti so še vedno nedotaknjene, vključno z njenimi propelerji in veliko njeno nadgradnjo in trupom. 

### Kulturna dediščina
Muzeji in razstave so za obe potopljeni ladji posvečeni, obe tragediji pa sta navdihnili številne filme, romane ter celo pesmi in video igre.
Olympic je bil pred razrezom za kratek v pristanišču privezan, kot plavajoči hotel, vendar je bil projekt preklican. Vendar so bili njegovi dekorativni elementi iz notranjosti prodani na dražbi. Bivalni prostor prvega razreda in del velikega stopnišča na krmi se nahaja v hotelu White Swan v Alnwicku v Northumberlandu v Angliji. Restavracija à la carte ladje Olympic je zdaj obnovljena v muzeju tisočletju slavnih.